# Primiceri editore
Primiceri Editore è una casa editrice italiana, fondata a Padova nel 2015 da Salvatore Primiceri, già fondatore di Edizioni Voilier.

## Storia
Primiceri Editore nasce come casa editrice di testi professionali e universitari, in particolare giuridici. Il catalogo si è poi sviluppato in collane di saggistica, filosofia, storia, psicologia, geologia, classici e critica letteraria. La casa editrice offre anche una collana per ragazzi, una di narrativa specializzata in romanzi di formazione e una di didattica. Attualmente vanta un catalogo di oltre 500 titoli. Nel 2020 Primiceri Editore ha fondato a Rimini "Libri dell'Arco", un marchio editoriale attraverso il quale pubblica narrativa classica e contemporanea, sia italiana che straniera, con spazio anche agli autori emergenti.

## Collaborazioni accademiche
La casa editrice collabora con il mondo accademico per le pubblicazioni di alcune collane editoriali e riviste scientifiche. 
La collana Filosofia & Giustizia è diretta da Claudio Sarra e Federico Reggio, docenti di Filosofia del Diritto presso l'Università di Padova. 
La collana Pensiero GEO è diretta da Stefano Margiotta, geologo e docente presso l'Università del Salento.
Inoltre, Primiceri Editore pubblica anche riviste accademiche tra le quali Mediares e Seascape, quest'ultima in collaborazione con Legambiente, Osservatorio Paesaggi Costieri e il Corso di Laurea in Scienze dell'Habitat Sostenibile dell'Università di Pescara.

## Autori
Oltre a docenti universitari e professionisti del campo giuridico, Primiceri Editore pubblica anche opere di accademici, filosofi e saggisti del passato tra i quali Antonio Labriola, Piero Martinetti, Giuseppe Zuccante, Giuseppe Rensi, Carlo Pascal, Domenico Bassi, Emidio Martini, Guido De Ruggiero, Eduard Zeller.
Tra gli autori contemporanei la casa editrice ha pubblicato opere di Ivan Zoni, Luca Giorgi, Beatrice Dalia, Myriam Mantegazza, Antonello Menne, Enrico Tommasi e dello stesso Salvatore Primiceri, alcune di esse premiate in vari contesti letterari.